# Аматерско драмско позориште „Бранислав Нушић” Теслић
Аматерско драмско позориште „Бранислав Нушић” је аматерска позоришна трупа из града Теслића, у Републици Српској, Босни и Херцеговини. Позориште је основано 2011. године са циљем да омогући младима и талентованим појединцима простор за изражавање кроз сценску уметност, као и да допринесе културном животу локалне заједнице.

## Оснивање и визија
Позориште је основано од стране групе професора, младих глумаца и културних радника који су желели да у Теслићу створе сцену доступну свима. Име је добило по Браниславу Нушићу, истакнутом српском драмском писцу и реформатору позоришта. Визија трупе је неговање позоришног аматеризма као форме уметничког и друштвеног развоја.

## Уметнички рад
Репертоар позоришта обухвата савремене и ангажоване драме, адаптације, комедије, као и оригиналне драмске текстове чланова трупе. Предности овог ансамбла су у комбинацији креативности, педагошког приступа и друштвеног ангажмана.
Најзначајније представе:
- Шапат порока – представа о утицају зависности на младе
- Ниси сам – драма која третира тему менталног здравља
- Живот није бајка – комедија са социјалним порукама, изведена у неколико градова Републике Српске.[2]

## Друштвени и педагошки ангажман
Позориште је препознатљиво по представама које имају едукативну и превентивну функцију, са темама као што су:
- борба против порока,
- вршњачко насиље,
- родна равноправност,
- прихватање различитости.

Ове представе често се изводе у школама и друштвеним центрима, у сарадњи са педагозима, психологима и локалним институцијама.

## Рад са младима
Трупа је усмерена ка ангажовању младих и подстицању њихове креативности. Организују се глумачке радионице, јавни часови, драмске вежбе, као и школе глуме за децу и тинејџере. Многи млади из овог ансамбла касније настављају школовање на академијама драмских уметности у региону.

## Сарадње и наступи
Позориште редовно наступа на смотрама аматерског стваралаштва, културним манифестацијама и школским фестивалима. Наступали су у Бањалуци, Добоју, Прњавору, Бијељини, Брчком и другим местима.
Остварена је сарадња са:
- домовима културе у Републици Српској,
- школама и средњошколским центрима,
- центрима за социјални рад,
- невладиним организацијама у области младих и културе.

## Организација и подршка
Позориште делује као невладино, непрофитно удружење, и финансира се кроз пројекте, донације и подршку локалне самоуправе. Пробе и представе одржавају се у Дому културе у Теслићу.